# Nick Faust
Nicholas David Jordan Faust (ur. 25 lutego 1993 w Baltimore) – amerykański koszykarz, występujący na pozycjach rzucającego obrońcy lub niskiego skrzydłowego, obecnie zawodnik Spójni Stargard.
W 2010 wziął udział w turnieju Nike Global Challenge.
23 listopada 2020 został zawodnikiem Spójni Stargard.

## Osiągnięcia
Stan na 14 lutego 2021, na podstawie, o ile nie zaznaczono inaczej..

### NCAA
- Uczestnik turnieju Portsmouth Invitational Tournament (2016)
- Najlepszy nowo przybyły zawodnik konferencji Big West (2016)
- Zaliczony do I składu:
  - Big West (2016)
  - najlepszych pierwszorocznych zawodników ACC (2012)
  - turnieju Big West (2016)
- Lider konferencji Big West w liczbie celnych (205) i oddanych (471) rzutów z gry (2016)

### Drużynowe
- Finalista Pucharu Polski (2021)[5]
- Uczestnik rozgrywek:
  - Ligi Mistrzów (2016/2017)
  - FIBA Europe Cup (2016/2017)

### Indywidualne
- Zaliczony do I składu kolejki EBL (22 – 2020/2021)[6]
- Uczestnik meczu gwiazd ligi izraelskiej (2017)
- Powołany do udziału w konkursie wsadów EBL (2021 – nie wystąpił z powodu niedyspozycji)[7]